# اثرات فضایی
اثر فضایی تری (ترت بوتیل)آمین (شیمی) واکنش های الکتروفیلی مانند تشکیل کاتیون تتراآلکانآمونیوم را دشوار می کند. نزدیک شدن و حمله به جفت تک نیتروژن برای الکتروفیل ها دشوار است (نیتروژن با رنگ آبی نشان داده شده است.

## انواع اثرات فضایی
- ممانعت فضایی

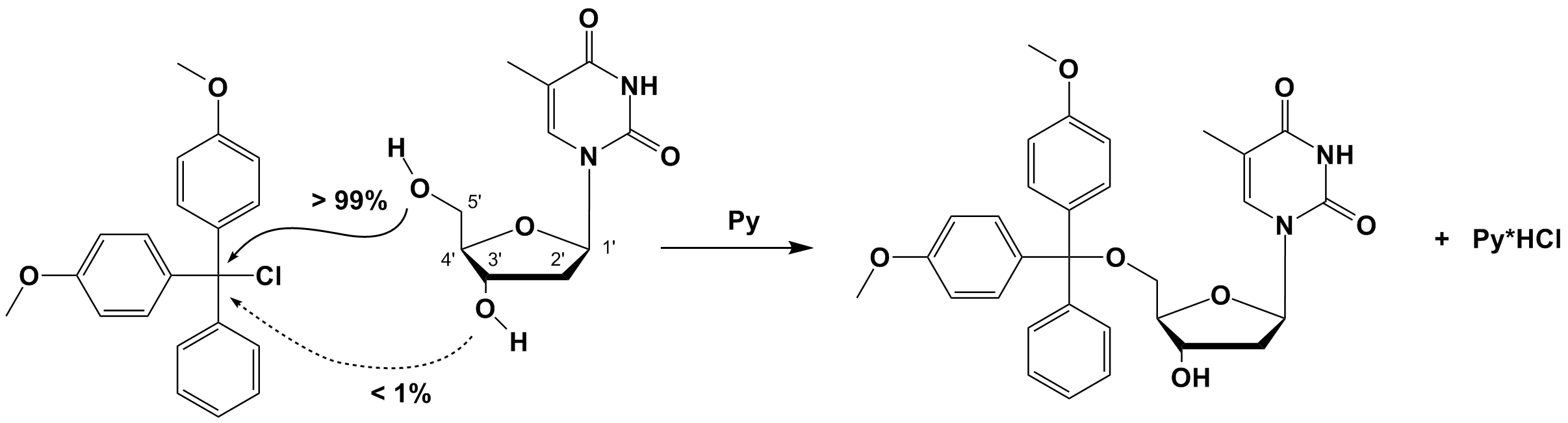
Regioselective dimethoxytritylation of the primary 5'-هیدروکسیل group of thymidine in the presence of a free secondary ۳'-hydroxy group as a result of steric hindrance due to the dimethoxyتری‌فنیل‌متیل کلرید group and the ریبوز ring (Py = پیریدین).

ممانعت فضایی هنگامی رخ می دهد که اندازه ی بزرگ گروه های تشکیل دهنده ی یک مولکول، مانع انجام واکنش های شیمیایی ای شود که در مولکول‌های مشابه ولی با اندازه ی کوچک تر مشاهده شده است.
- پوشش فضایی
- جذب فضایی

## دبتسبامنتبی
مشارکت‌کنندگان ویکی‌پدیا. «Steric effects». در دانشنامهٔ ویکی‌پدیای انگلیسی، بازبینی‌شده در ۱۸ اکتبر ۲۰۰۸.
1. ↑  Gait, ‎Michael, Oligonucleotide synthesis: a practical approach (به انگلیسی), Oxford: IRL Press{{citation}}:  نگهداری یادکرد:نام‌های متعدد:فهرست نویسندگان (link)